# Tithi
Nei calendari lunari il tithi o "giorno lunare" è un trentesimo del mese sinodico. Esso compare nel calendario induista ma anche nel calendario babilonese e di fatto anche nel calcolo dell'epatta nel calendario ecclesiastico, in cui dura 22,53 minuti meno di un giorno solare. 
Nel calendario induista, però, la durata temporale di un tithi è variabile. Dato che in un mese sinodico la luna compie una rotazione di 360° attorno alla terra, ad ogni tithi competono 12°. In altre parole ogni volta che l'angolo Luna-Terra-Sole varia di dodici gradi si dice che è trascorso un tithi. Con questa definizione la durata di un tithi è variabile fra circa 19 e 26 ore. Uno stesso giorno solare, quindi, può appartenere a uno, due o anche tre tithi consecutivi.
Si dice che il tithi del giorno è quello dell'alba, il momento in cui comincia il giorno nel calendario induista.